# 韦恩·西米昂
小韦恩·安东尼·西米昂（英語：Wayne Anthony Simien, Jr.，1983年3月9日—），生于堪萨斯州萊文沃思縣，美国职业篮球运动员，司职大前锋。

## 早年篮球生涯
从小在莱文沃思长大的西米昂就是堪萨斯大学的球迷，大约在8年级或9年级的时候西米昂在篮球教练罗伊·威廉姆斯手下以及堪萨斯大学打篮球，此后入选了2001年麦当劳全美篮球明星阵容。高中时期他就读于莱文沃思高中，在高中的先驱篮球队打球（Leavenworth Pioneers），高年级时帮助球队在6A-州级锦标赛中取得冠军。
在堪萨斯大学，西米昂在大三和大四成为了全美篮球明星阵容球员，并且两年都获得了伍登奖（Wooden Award）提名，大三时他还获得了Big12联盟的联盟最佳球员。在2005年NCAA锦标赛首轮堪萨斯大学首轮不敌第14顺位的巴克纳尔大学（Bucknell University）被淘汰，这也宣布了西米昂大学篮球生涯的结束。他在大学期间帮助球队取得了110场比赛的胜利，并且取得了一个12胜4负的NCAA锦标赛纪录。

## NBA生涯
在2005年NBA选秀中，西米昂在第一轮第29顺位被迈阿密热火队选中，此后一个赛季随球队夺得了2006年的NBA总冠军。
2007年10月24日，熱火隊以时常伤病的西米昂和安东尼·沃克，替补中锋迈克尔·多列亚克以及下一年的一个首轮选秀权与明尼苏达森林狼的前热火队球员里基·戴维斯和老中锋马克·布朗特进行了交换。
韦恩在2006年7月8日和妻子凯蒂（Katie）结婚。他由于腸道沙門氏菌感染未能参加迈阿米热火队2006年的夏季联赛。